# Reformatio in peius
Con reformatio in peius si intende in diritto processuale penale la possibilità del giudice di appello di riformare la sentenza di primo grado irrogando una pena o una misura peggiori delle precedenti.
Tale possibilità è prevista per il giudice soltanto nel caso che il giudizio di primo grado sia stato impugnato dal Pubblico Ministero, con appello diretto o incidentale. Nel caso sia stato il solo imputato a impugnare, l'art. 597 comma terzo del codice di procedura penale prevede un divieto di reformatio in peius: in quel caso il giudice di appello può soltanto confermare la pena di primo grado o attenuarla.

## Natura normativa del divieto ex art. 597 comma 3 c.p.p.
È questione dibattuta in dottrina se il divieto di reformatio in peius sia un principio normativo generale o di natura e portata eccezionali.
Molti sono gli sforzi di condurlo sotto la prima categoria: una delle impostazioni più note è quella seguita anche da Bellavista, secondo il quale il divieto di reformatio in peius sarebbe conseguenza diretta del principio ne eat iudex ultra petita partium ("Non si pronunci il giudice oltre quanto chiesto dalle parti"). Questa impostazione, criticata da molti anche riguardo all'effettivo potere cognitivo del giudice che sarebbe limitato non ai motivi dell'impugnazione della parte ma ai capi e ai punti della sentenza. Inoltre, secondo vari autori, tale principio non sarebbe presente nell'ordinamento di procedura penale, anche e visto che nell'appello non esiste una vera e propria domanda, per cui il giudice sarebbe costretto in limiti che non avrebbero nemmeno un'esistenza. Qualora anche si accettasse l'esistenza di una domanda, quest'impostazione non spiegherebbe perché il giudice possa irrogare una sanzione minore, per espressa previsione di legge (597 comma 1°), nonostante non sia tra i motivi d'impugnazione. Per ultimo, non sembra conseguenza diretta di tale principio, dato che la reformatio in peius è vietata soltanto nel caso che sia stato l'imputato da solo ad impugnare.
Altri Autori, tra i quali Carnelutti, hanno insistito che tale principio poggiasse sull'interesse ad impugnare dell'imputato, che chiaramente non coinciderebbe col risultato di una pena peggiore. Questa impostazione ha subìto una dura critica riguardo all'interesse, che non avrebbe nell'ordinamento il valore assoluto che gli si vorrebbe dare: in realtà l'interesse ad impugnare è solo un presupposto di ammissibilità dell'impugnazione, ma non un oggetto di tutela nell'impugnazione stessa.
L'impostazione più seguita è quella che fa derivare il divieto di reformatio in peius dal principio penalistico del favor rei.
Tale principio sostengono vari Autori però, non è un principio generale normativo bensì informativo, quindi applicabile per certi rami di un ordinamento ma non in via analogica interpretativa. Varie sono le analogie tra i due principi, come la retroattività delle conseguenze favorevoli e le varie eccezioni che subiscono o comportano.
Ne consegue che è un principio di natura eccezionale.